# Gare de Oued Hamimime
La gare de Oued Hamimime (ou Oued Hammime) est une ancienne gare ferroviaire algérienne située sur le territoire de la commune d'El Khroub, dans la wilaya de Constantine, en Algérie.

## Situation ferroviaire
La gare est située dans le nord de la commune d'El Khroub, sur la ligne d'Alger à Skikda où elle est précédée de la gare d'El Khroub et suivie de celle de Sidi Mabrouk.

## Service des voyageurs

### Desserte
En 2023, la gare n'est pas desservie par les trains de la Société nationale des transports ferroviaires.